# Михалек, Людвиг
Людвиг Михалек (нем. Ludwig Michalek; 13 апреля 1859 г., Темешвар — 24 сентября 1942 г., Вена) — австрийский художник и гравёр.

## Жизнь и творчество
Сын железнодорожного инженера. Окончил реальное училище в Брюнне, затем с 1873 года учился в Венской академии художеств у Августа Айзенменгера, Кристиана Грипенкерля, Карла Вурцингера, Луи Якоби. В 1884—1887 гг. работал там же ассистентом. Совершил целый ряд учебных поездок по Европе, был в Англии, Франции, Италии, Голландии и Германии. Один из основателей класса гравюры в венской Художественной школе для девочек и женщин, где с 1898 года вёл основной курс «Голова и тело». С учебного года 1909-1910 введён министерством труда Австро-Венгрии в звание профессора.

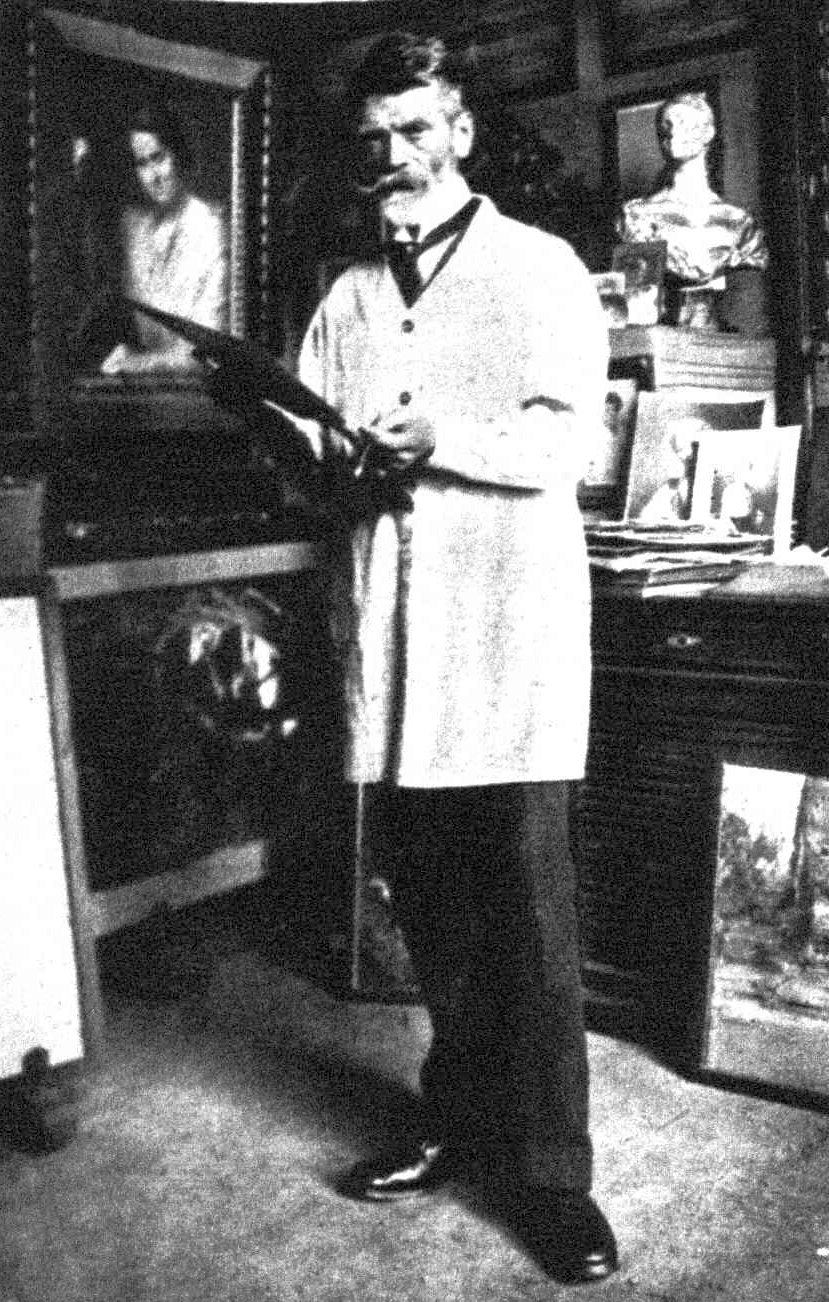
Людвиг Михалек в 1919 году. Фотограф Макс Фенихель

Наряду с пейзажной живописью известен, прежде всего, портретами, выполненными в различных техниках, от пастели до гравюры. Среди известных портретов работы Михалека — Иоганнес Брамс и Мария фон Эбнер-Эшенбах, а также портрет матери художника и автопортрет.
После смерти художника, в 1943 году, одна из улиц Вены получила его имя, Michalekgasse.

## Галерея

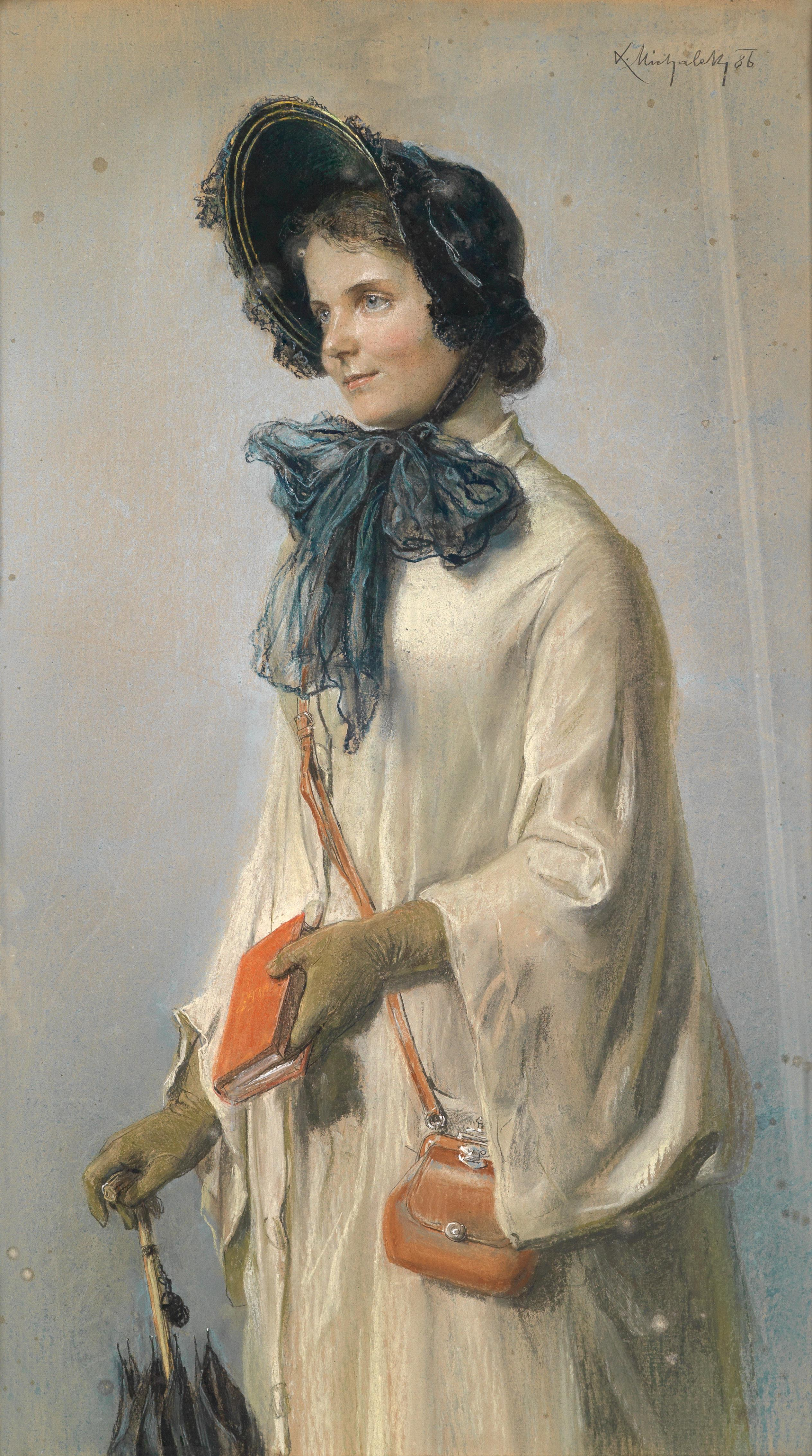
В поездке (1886)
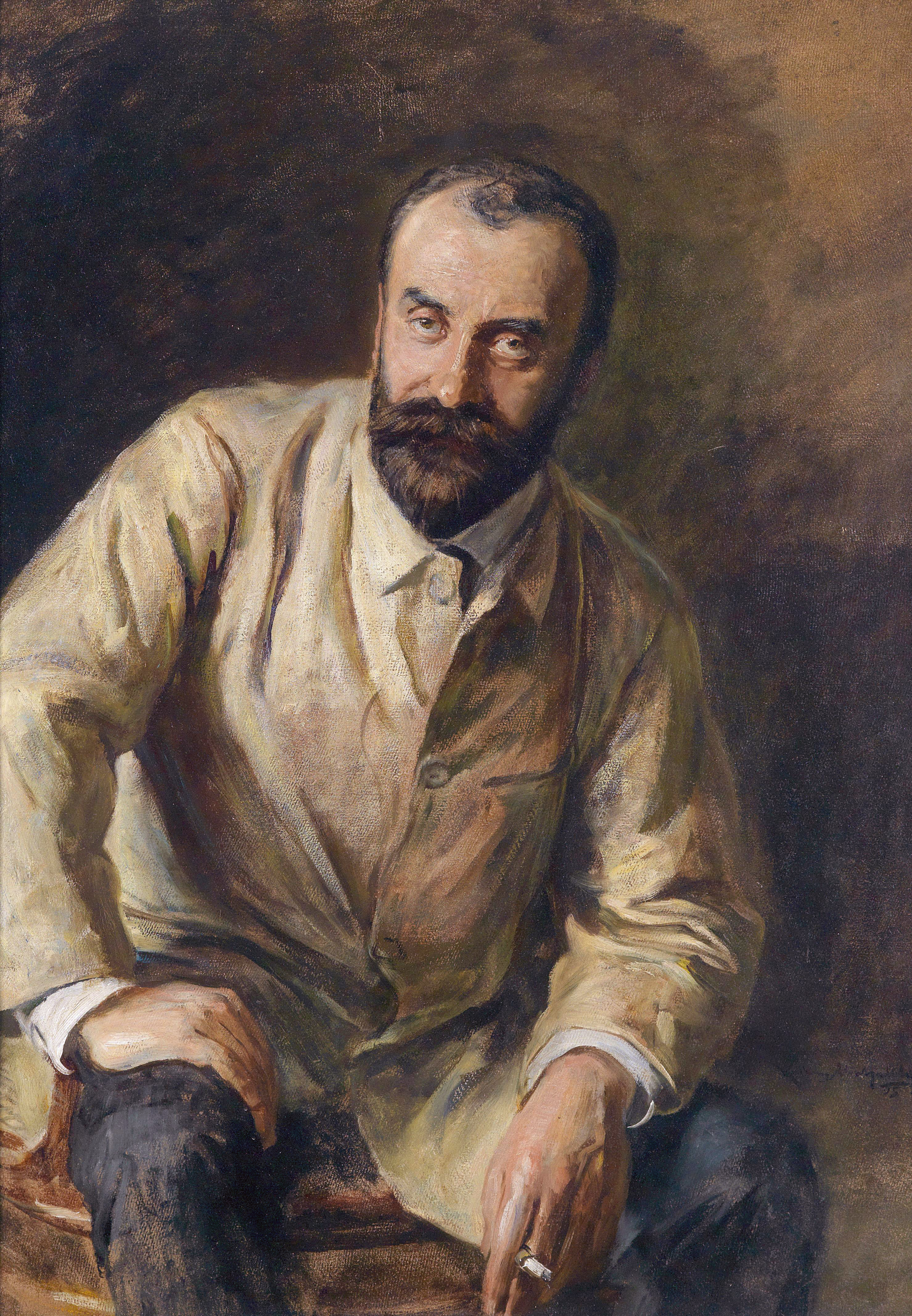
Портрет Карла Молла (1905)
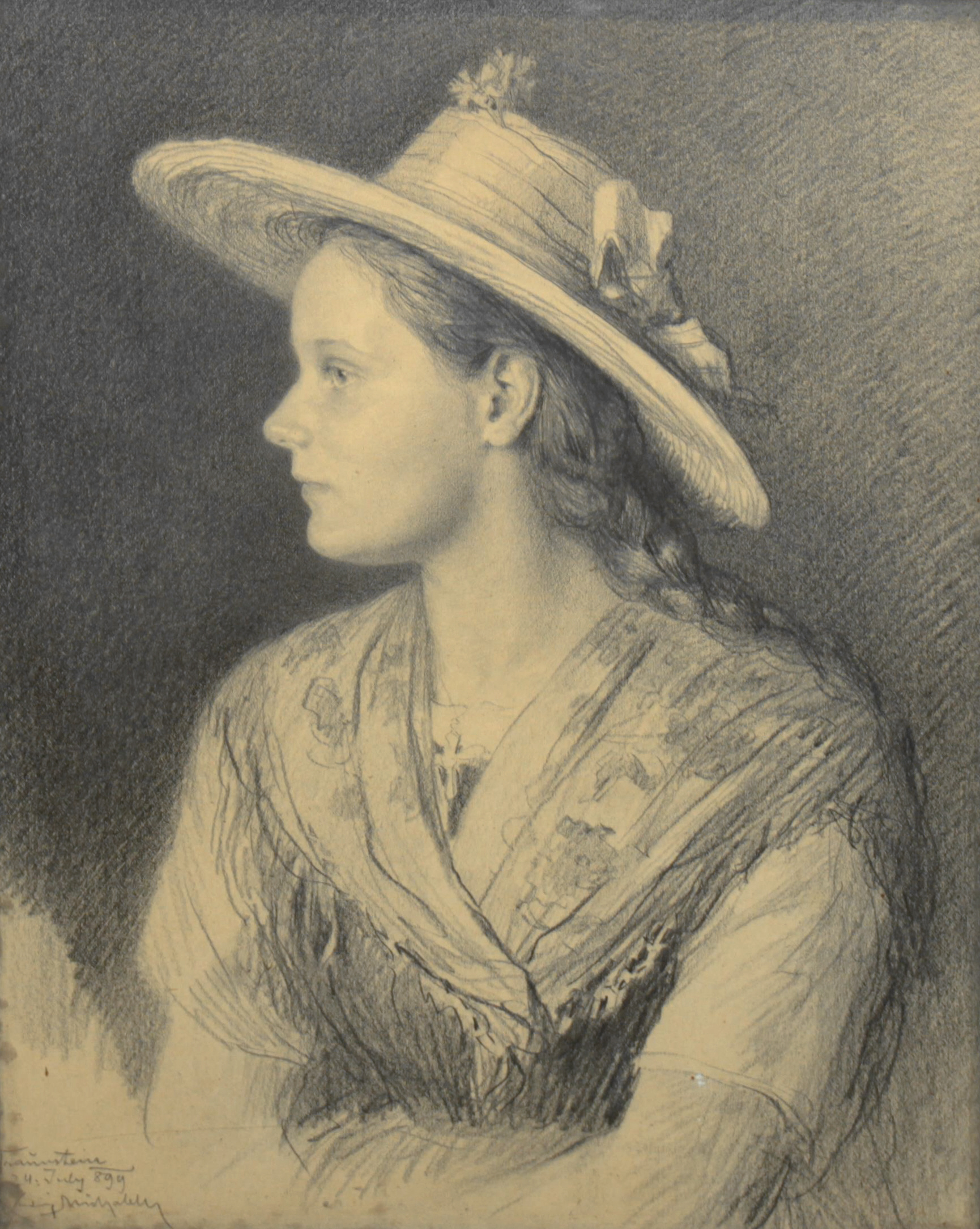
Девушка в соломенной шляпке (1899)
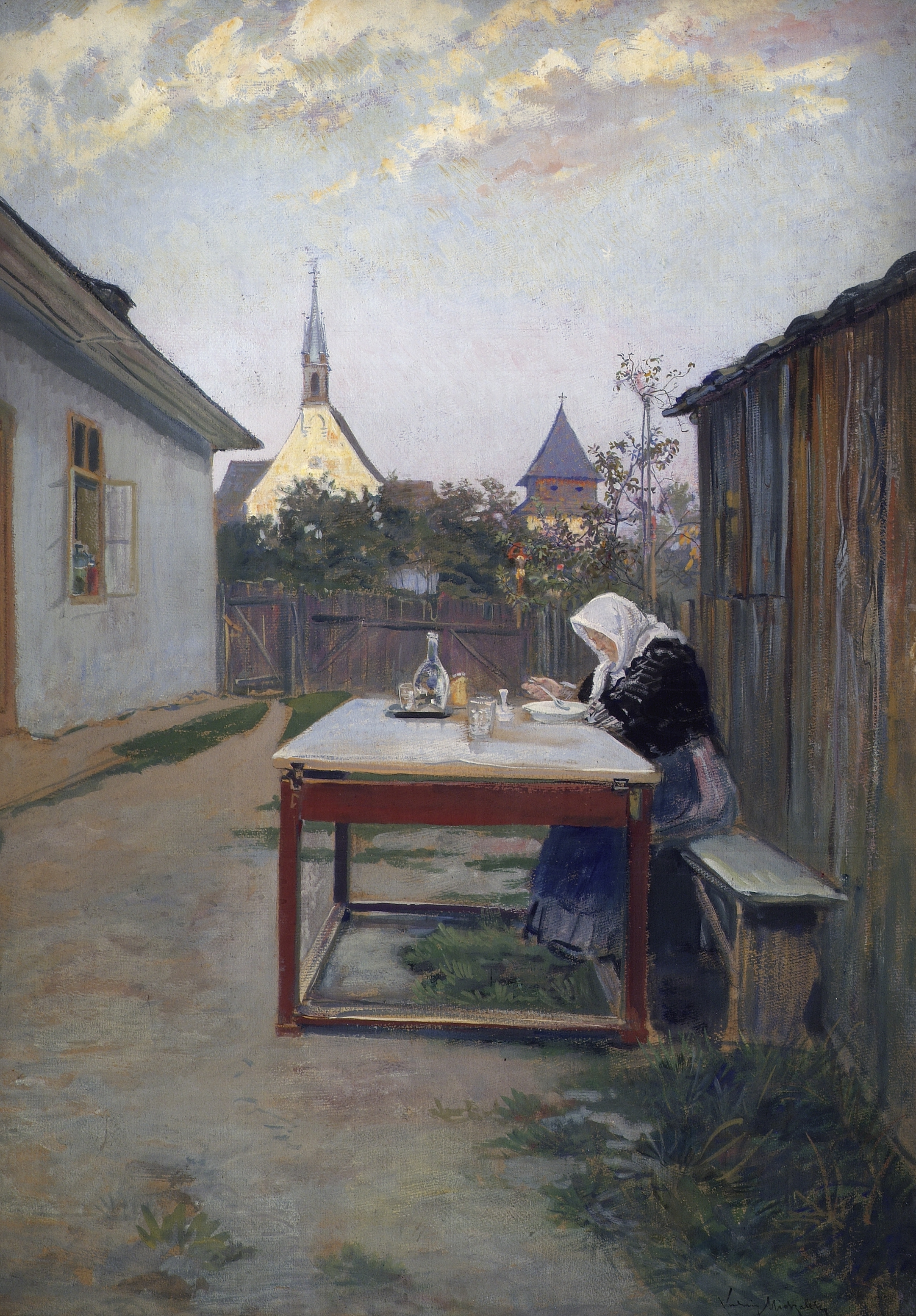
За ужином (ок. 1910)